# Paco Peña
Paco Peña, nome artístico de Francisco Peña Pérez (Córdova, 1 de junho de 1942), é um guitarrista flamenco, considerado um dos violonistas mais famosos do mundo. Possui uma grande discografia, e algumas com participações muito significativas, como as de Eduardo Falú, John Williams, Inti Illimani, El Sordera.

## Biografia
Paco Peña começou a aprender a tocar guitarra de seu irmão aos 6 anos de idade e fez sua estréia profissional aos 12 anos. Incentivado por sua família, ele saiu de casa e começou a atuar em toda a Espanha, com o apoio do Governo, música popular e um programa de dança. Isto levou a trabalhar em Madri e Costa Brava, onde Paco estabeleceu-se como um grande acompanhante, tanto para baile flamenco, quanto para o cante flamenco. 

No entanto, insatisfeito com a vida no litoral e a procura de um novo desafio, mudou-se para Londres no final dos anos 1960 para se tornar solista. Inicialmente, era atração no Restaurante Antonio, em Covent Garden. As performances de Paco geraram tanto interesse entre o público britânico e o flamenco, que ele logo se em viu shows com artistas como Jimi Hendrix, e fez sua estréia solo no Wigmore Hall em 1967. 

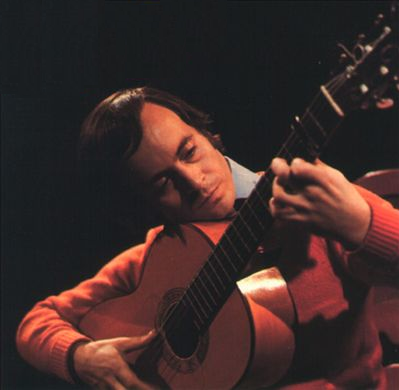
Paco Peña em 1976.

Não demorou muito, Paco estava viajando pelo mundo, tanto como solista, tanto como acompanhante com atuações no Carnegie Hall em Nova Iorque, no Royal Albert Hall em Londres e no Concertgebouw em Amsterdã. Mais tarde fundou a primeira universidade do mundo que ensinava guitarra flamenca, no Conservatório de Música de Roterdã.
Paco também criou o Centro Flamenco Paco Peña, em Córdova, e foi responsável pela fundação do já célebre Festival de Guitarra de Córdoba anual , que teve participações de outros grandes nomes do flamenco como Manolo Sanlúcar e Paco de Lucía.
Em 1997, Paco foi nomeado "Oficial de la Cruz de la Orden del Mérito Civil" pelo Rei Juan Carlos I da Espanha.
Suas composições mais famosas incluem, "Misa Flamenca" e "Réquiem Flamenco", dos quais têm recebido grandes elogios da crítica. Ele também teve uma série de colaborações notáveis, de forma significativa com o violonista Eduardo 

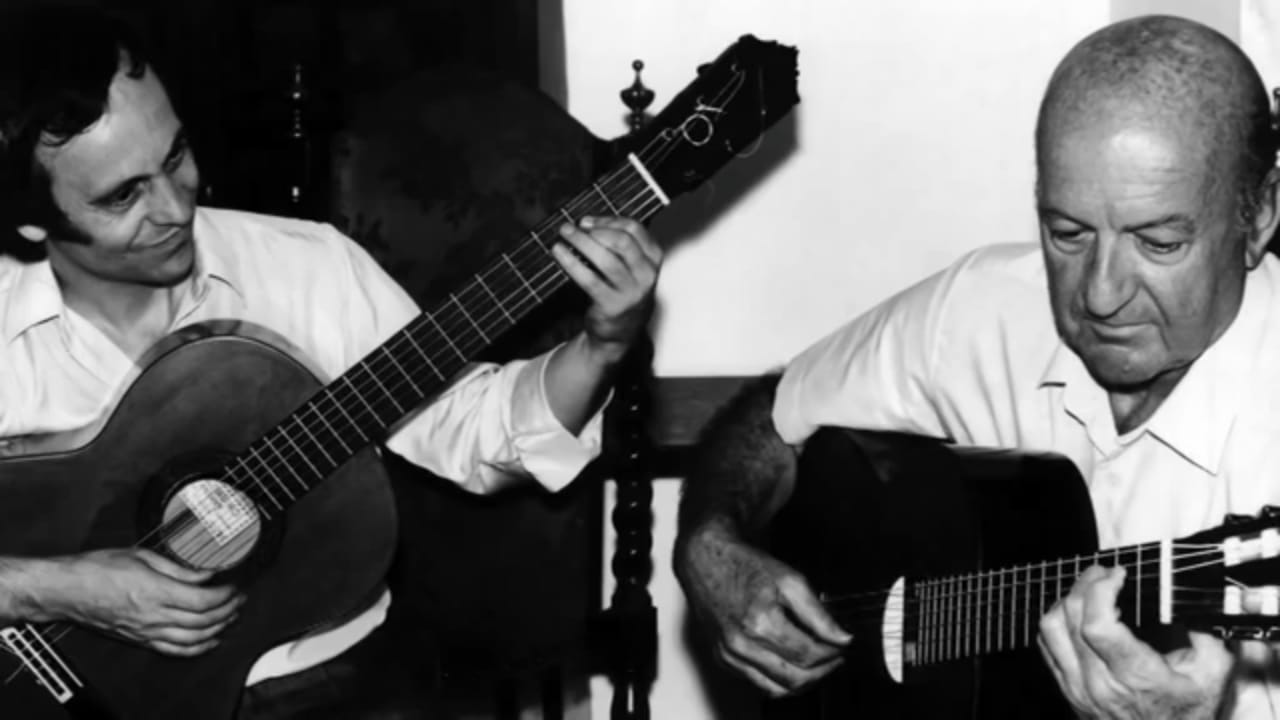
Paco Peña ensaiando junto do violonista e cantor argentino Eduardo Falú.

Falú e grupo chileno Inti Illimani. Ele tem casas em Londres e Córdoba. Seu show mais recente é "Flamenco Sin Fronteras" (2009), que explora a relação entre a música latina e o flamenco.
Paco é amigo do guitarrista clássico John Williams, e eles têm feito shows com freqüência juntos.

## Influências
Paco teve a influencia de três grandes guitarristas. São eles Niño Ricardo, Ramón Montoya e Sabicas. 

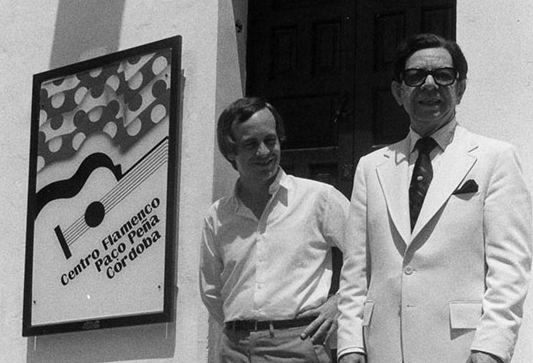
Paco Peña e Sabicas, em Córdoba, Espanha.

## Discografia
- 2013 - Quimeras (Hemiola Recods)
- 2011 - Flamenco Sin Fronteras (Hemiola Records)
- 2008 - A Compás! To The Rhythm - (Nimbus Records)
- 2006 - A Flamenco Guitar Recital (Live) - (Wigmore Hall Live)
- 2003 - Flamenco Master: Essential flamenco recordings - (Manteca)
- 1999 - Arte y Pasion (Live) - (Nimbus Records)
- 1993 - The Art of Paco Pena - (Nimbus Records)
- 1991 - Misa Flamenca (Com a Academia de São Martin in the Fields Chorus, conduzida por Lazlo Heltay) - (Nimbus Records)
- 1990 - Leyenda (Ao Vivo com Inti-Illimani e John Williams) - (CBS)
- 1989 - Encuentro (com Eduardo Falú) - (Nimbus Records)
- 1988 - Azahara - (Nimbus Records)
- 1987 - Fragments of a Dream (Com Inti-Illimani e John Williams) - (CBS)
- 1986 - Flamenco Guitar Music of Ramón Montoya and Niño Ricardo - (Nimbus Records)
- 1981 - Flamenco Vivo - Live in Munich - (Aconcagua)
- 1980 - Live At Sadler's Wells - (Decca Records)
- 1979 - Live in London - (Decca Records)
- 1978 The Flamenco World Of Paco Peña - (Decca Records)
- 1977 La Guitarra Flamenca - (Decca Records)
- 1976 Flamenco Festival - (Decca Records)
- 1976 Toques Flamencos (Com um livro de partituras) - (Guitar Magazine)
- 1975 Fabulous Flamenco! - (Decca Records)
- 1973 The Art Of Flamenco Guitar - (Decca Records)
- 1971 Flamenco Puro "live" (com Manuel Soto "El Sordera") - (Decca Records)
- 1970 Paco Peña presents the Art of Flamenco - (CBS)
- 1970 Flamenco Guitar - (Fontana | Phillips)
- 1969 Paco Doble (Com Paco de Lucia) - (Phillips)
- 1969 Carnival (com Los Maracuchos) - (Fontana)
- 1968 The Incredible Paco Peña - (Fontana | Contour | Phillips)